# Bundesdisziplinarbehörde
Die Bundesdisziplinarbehörde ist eine österreichische Behörde, die beim Bundeskanzleramt eingerichtet ist und als Disziplinarbehörde für Beamte des Bundes für die Erlassung von Disziplinarerkenntnissen und die Entscheidung über Suspendierungen zuständig sein wird. Sie übernahm per 1. Oktober 2020 die Verfahren der bis dahin bei jedem Bundesministerium und jedem ihm gleichgestellten Organ eingerichteten Disziplinarkommissionen und ist seither für rund 80.000 Bundesbeamte zuständig. Maßgebliche gesetzliche Grundlage ist das Beamten-Dienstrechtsgesetz 1979 in der Fassung der 2. Dienstrechts-Novelle 2019 (BGBl. I Nr. 58/2019).
Die Bundesdisziplinarbehörde entscheidet in Senaten, die mit einem hauptberuflichen Mitglied, einem von der Zentralstelle des Dienstgebers des Beschuldigten (Bundesministerium) sowie einem vom für den Beschuldigten zuständigen Zentralausschuss (Dienstnehmervertreter) bestellten Mitglied (nebenberufliche Mitglieder) besetzt werden. Die Entscheidung erfolgt grundsätzlich mit Stimmmehrheit, über die Strafe der Entlassung ist jedoch mit Mehrheit zu entscheiden. Die Geschäftsverteilung der Senate erfolgt durch den Leiter der Behörde. Hinsichtlich des militärischen Disziplinarrechts (Heeresdisziplinargesetz 2014) ist die Bundesdisziplinarbehörde ebenfalls zuständig, hiebei sind jedoch besondere Bestimmungen bei der Besetzung der Senate anzuwenden. Die Interessen des Dienstgebers werden durch einen Disziplinaranwalt wahrgenommen.
Für die Beamten der Parlamentsdirektion, beim Rechnungshof und bei der Volksanwaltschaft ist die Bundesdisziplinarbehörde nicht zuständig, für diese wurde mit Art. 30b B-VG bei der Parlamentsdirektion eine eigene gemeinsame Disziplinarkommission eingerichtet.
Über Beschwerden gegen Entscheidungen der Bundesdisziplinarbehörde entscheidet das Bundesverwaltungsgericht.